# 1969 en cyclisme
| Années du cyclisme : 1966 - 1967 - 1968 - 1969 - 1970 - 1971 - 1972    |
| Décennies du cyclisme : 1930 - 1940 - 1950 - 1960 - 1970 - 1980 - 1990 |

Les faits marquants de l'année 1969 en cyclisme.

## Par mois

### Février
- 8 février : l'Allemand Winfield Boelke gagne le Grand Prix de Saint-Raphaël.
- 9 février : le Français René Grelin gagne la ronde de Montauroux
- 15 février : l'Italien Claudio Michelotto gagne le Trophée Laigueglia.
- 16 février : l'Espagnol José Gomez Del Moral gagne le Tour d'Andalousie.
- 16 février : le Français Gilbert Bellone gagne le Grand Prix de Cannes.
- 17 février : le Belge Eddy Merckx gagne la ronde d'Aix en Provence.
- 18 février : le Français José Catieau gagne le Grand Prix d'Aix-en-Provence.
- 20 février : le Français Alain Vasseur gagne le Grand Prix de Menton.
- 22 février : l'Italien Vittorio Adorni gagne Sassari-Cagliari.
- 23 février : l'Espagnol Carlos Echeverria Zudaire gagne la première édition du Grand Prix de Valencia.
- 23 février : le Français Raymond Delisle gagne le Grand Prix d'Antibes.
- 24 février : le Français Raymond Riotte gagne le Grand Prix de St Tropez.
- 27 février : le Français Jacques Cadiou gagne le Grand Prix de Monaco.

### Mars
- 1er mars : pour sa première course professionnelle le Belge Roger De Vlaeminck gagne le Circuit Het Volk.
- 1er mars : l'Italien Claudio Micheletto gagne le Tour de Sardaigne.
- 2 mars : le Belge Freddy Decloedt gagne Kuurne-Bruxelles-Kuurne.
- 2 mars : le Belge Willy Wekemans gagne le Tour du Limbourg.
- 2 mars : le Français Cyrille Guimard gagne Genes-Nice pour la deuxième fois d'affilée.
- 3 mars : le Français Raymond Poulidor gagne la première édition du Tour du Haut-Var.
- 5 mars : le Belge Eddy Merckx gagne la 3eme étape du Tour du Levant.
- 6 mars : le Belge Eddy Merckx gagne la 4eme étape du Tour du Levant.
- 7 mars : le Belge Eddy Merckx gagne la 5eme étape du Tour du Levant.
- 8 mars : l'Italien Marino Basso gagne le Tour du Piémont.
- 9 mars : l'Italien Claudio Michelotto gagne Milan Turin.
- 9 mars : le Belge Eddy Merckx gagne le Tour du Levant.
- 9 mars : le Belge Eric de Vlaeminck gagne le Circuit des Ardennes Flamandes. L'épreuve ne sera pas disputée en 1970 et reprendra en 1971.
- 11 mars : le Belge Eddy Merckx gagne la 2eme étape de Paris-Nice Joigny-Le Creusot.
- 13 mars : le Belge Eddy Merckx gagne le contre la montre de la 2eme demi-étape de la 3eme étape de Paris-Nice à Saint Etienne.
- 13 mars : l'Espagnol Domingo José Fernandez gagne Subida a Arrate.
- 15 mars : l'Italien Carlo Chiappano gagne Tirreno-Adriatico.
- 15 mars : le Français Jean Claude Genty gagne le Circuit de Waes.
- 15 mars : le Belge Noël Vantyghem gagne le Circuit du Sud-Ouest Belge.
- 16 mars : le Néerlandais Léo Duyndam gagne le Circuit des 11 Villes.
- 16 mars : le Belge Eddy Merckx gagne le contre la montre de la 2eme demi-étape de la 7eme étape de Paris-Nice. Merckx remporte le classement général final de Paris-Nice.
- 19 mars : le Belge Eddy Merckx décroche sa troisième victoire dans Milan San Remo.
- 22 mars : le Belge Rik Van Looy gagne le Grand Prix E3 pour la quatrième fois.
- 23 mars : le Néerlandais Cornélius (Cees) Van Schuuting gagne Harelbeke-Poperinge-Harelbeke.
- 23 mars : le Belge Eric Leman gagne "A travers la Belgique".
- 23 mars : le Français Gilbert Bellone gagne le Critérium national de la route.
- 23 mars : le Néerlandais Harry Stevens gagne le " Trèfle à 4 feuilles ".
- 23 mars : le Belge Willy In't ven gagne la Flèche brabançonne.
- 28 mars : l'Espagnol Luis Ocana gagne la Semaine catalane.
- 30 mars : le Belge Eddy Merckx s'impose en solitaire sur le Tour des Flandres.

### Avril
- 3 avril : le Belge Frans Mintjens gagne le Grand Prix Pino Cerami.
- 3 avril : l'Italien Marino Basso gagne le Tour de Campanie.
- 3 avril : le Belge Eddy Merckx gagne la 3eme étape du Tour de Majorque. Le Néerlandais Jan Janssen gagne le classement général final duTour de Majorque.
- 5 avril : l'Italien Michele Dancelli gagne le Grand Prix Cemab.
- 5 avril : le Belge Walter Godefroot gagne le Circuit des Régions Fruitières.
- 5 avril : le Belge Eric Leman gagne le Grand Prix de la Banque.
- 6 avril : l'Espagnol Domingo Perurena gagne le Grand Prix de Pâques pour la deuxième année d'affilée.
- 7 avril : l'Espagnol Gregorio San Miguel Angulo gagne le Grand Prix de Navarre.
- 8 avril : le Français Raymond Riotte gagne Paris-Camembert.
- 8 avril : le Belge Joseph Maty gagne le Grand Prix de Denain.
- 10 avril : le Belge Eric de Vlaeminck (le grand frère de Roger le futur monsieur Paris-Roubaix) gagne le tour de Belgique.
- 13 avril : Le Belge Walter Godefroot gagne en solitaire Paris-Roubaix.
- 13 avril : l'Espagnol José Manuel Lasa gagne le Grand Prix de Printemps.
- 14 avril : le Belge Roger Rosiers gagne la Nokere Koerse.
- 16 avril : le Belge Willy Vekemans gagne Gand-Wevelgem.
- 17 avril : le Français Roger Pingeon gagne la Flèche Enghiennoise. Ensuite l'épreuve disparait du calendrier international.
- 18 avril : le Belge Guido Reybroeck gagne l'Amstel Gold Race.
- 20 avril : le Belge Joseph Huysmans gagne la Flèche wallonne.
- 20 avril : l'Italien Giorgio Favaro gagne le Tour de Toscane.
- 20 avril : après un long sommeil le Tour du Pays basque redevient une épreuve cycliste, le Français Jacques Anquetil gagne et inscrit son nom à son palmares.
- 20 avril : le Belge Paul Mahieu gagne le Tour des 4 Cantons.
- 22 avril : le Belge Eddy Merckx s'impose sur Liège-Bastogne-Liège pour la première fois.
- 24 avril : l'Italien Giacinto Santambrogio gagne le Trophée Bernocchi.
- 24 avril : le Français Raymond Delisle gagne le Tour de L'Hérault.
- 25 avril : l'Italien Attilio Rota gagne Milan-Vignola.
- 27 avril : le Belge Frans Verbeeck gagne le Circuit des Régions Flamandes.

### Mai
- 1er mai : le Belge Georges Pintens gagne le Grand Prix de Francfort.
- 1er mai : l'Italien Dino Zandegu gagne le Tour de Romagne pour la deuxième fois.
- 1er mai : le Belge Jan Boonen gagne le Circuit du Limbourg. Ensuite l'épreuve disparait du calendrier international.
- 1er mai : le Belge Joseph Bruyère gagne Seraing-Aix-Seraing.
- 1er mai : le Néerlandais Jaak Frijters gagne le Grand Prix Hoboken.
- 3 mai : l'Italien Roberto Ballini gagne la Coupe Placci.
- 4 mai : le Belge Roger Swerts gagne le Championnat de Zurich.
- 4 mai : le Français Raymond Delisle gagne la Polymultipliée.
- 6 mai : le Belge Frans Verbeeck gagne le Circuit du Tournaisis.
- 10 mai : le Belge Etienne Sonck gagne la Flèche Côtière.
- 11 mai : l'Italien Felice Gimondi gagne le Tour de Romandie.
- 11 mai : le Français Roger Pingeon remporte la 24e édition du Tour d'Espagne.
- 11 mai : le Français José Samyn gagne le Tour de l'Oise.
- 11 mai : l'Italien Costantino Conti gagne le Tour des Marches.
- 11 mai : le Belge Eddy Merckx gagne Bruxelles-Meulebeke pour la deuxième fois.
- 11 mai : le Néerlandais Wim Schepers gagne le Circuit Mandel-Lys-Escaut.
- 13 mai : l'Italien Franco Bitossi gagne le Grand Prix de Montelupo.
- 15 mai : le Britannique Michael Wright gagne le Tour de Condroz pour la deuxième fois.
- 15 mai : l'Espagnol Santiago Lazcano Labaca gagne le Tour des vallées minières.
- 15 mai : le Néerlandais Wim Dubois gagne le Circuit des 3 Provinces Belge.
- 15 mai : le Belge Rik Van Looy gagne le critérium de Fay-de-Bretagne[2]
- 18 mai : le Belge Eddy Merckx gagne au sprint la 3eme étape du Tour d'Italie Mirandola-Montecatini Terme qui emprunte le col de l'Abétone.
- 18 mai : le Français Alain Vasseur gagne les Quatre Jours de Dunkerque.
- 18 mai : le Belge Julien Stevens gagne le Circuit Hageland-Campine Sud.
- 19 mai : le contre la montre de la 4eme étape du Tour d'Italie disputé autour de Montecatini est remporté par le Belge Eddy Merckx.
- 22 mai : le Belge Eddy Merckx gagne au sprint la 7eme étape du Tour d'Italie Viterbo-Terracina.
- 24 mai : le Néerlandais Harm Ottenbros gagne la Flèche des Polders.
- 25 mai : l'Espagnol Jésus Manzaneque gagne le Tour d'Aragon.
- 25 mai : le Belge Engelbert Opdebeeck gagne le Tour du Brabant Ouest.
- 25 mai : le Français Jean Paul Maho gagne le Tour du Morbihan. Ensuite la course sera réservée aux amateurs.
- 26 mai : l'Espagnol Nimenio Jiménez gagne Nuestra Señora de Oro.
- 26 mai : le Belge Daniel Vanryckeghem gagne le Circuit de Flandre Orientale.
- 26 mai : le Belge Alfons de Bal gagne la Flèche Hesbignonne.
- 29 mai : le contre la montre de la 15eme étape du Tour d'Italie Cesenatico-Saint-Marin est remporté par le Belge Eddy Merckx. Merckx leader de l'épreuve sera exclu du Tour d'Italie le lendemain à l'arrivée à Savone pour usage de produit dopant. La contre-expertise n'ayant pu avoir lieu parce que les échantillons d'urine ont été détruits après le premier contrôle, Merckx sera autorisé à prendre le départ du Tour de France.
- 31 mai : le Français Raymond Poulidor gagne le Circuit des 6 Provinces qui est en fait une reprise du Critérium du Dauphiné libéré, c'est donc sa deuxième victoire dans cette épreuve.

### Juin
- 1er juin : le Suisse Louis Pfenninger gagne le Tour du Nord-Ouest de la Suisse.
- 8 juin : l'italien Felice Gimondi gagne la 52e édition du Tour d'Italie. C'est sa deuxième victoire dans cette épreuve.
- 8 juin : l'Espagnol Luis Ocana gagne le Grand Prix du Midi libre.
- 8 juin : le Belge Herman Van Springel gagne le Circuit de Belgique Centrale pour la deuxième année d'affilée.
- 10 juin : le Portugais Emiliano Rodrigues Dionisio gagne Porto-Lisbonne.
- 11 juin : le Belge Roger de Vlaeminck gagne Bruxelles-Ingooigem.
- 15 juin : l'Italien : Felice Gimondi gagne le Grand Prix de Forli pour la troisième fois d'affilée.
- 15 juin : le Belge Frans Verbeeck gagne le Tour de Flandre Orientale.
- 15 juin : le Français Bernard Guyot gagne les Boucles de la Seine.
- 16 juin : l'Italien Davide Boifava gagne le Tour de Luxembourg.
- 16 juin : le Belge Herman Vrijders gagne le Tour du Brabant Central.
- 18 juin : le Néerlandais Jan Harings gagne le Manx Trophy.
- 20 juin : l'Italien Vittorio Adorni gagne le Tour de Suisse.
- 21 juin : le Néerlandais Jaak Frijvers devient champion des Pays-Bas sur route.
- 21 juin : l'Espagnol Andres Oliva Sanchez gagne le Tour des Asturies.
- 22 juin : l'Italien Vittorio Adorni gagne le Tour de la province de Reggio de Calabre. Cette Course étant désignée comme Championnat d'Italie sur route, Vittorio Adorni devient champion d'Italie.
- 22 juin : l'Espagnol Ramon Saez devient champion d'Espagne sur route.
- 22 juin : le Luxembourgeois Edy Schutz devient champion du Luxembourg sur route pour la quatrième fois d'affilée.
- 22 juin : l'Allemand Peter Glemser devient champion de RFA sur route.
- 22 juin : le Suisse Bernard Vifian devient champion de Suisse sur route.
- 22 juin : le Britannique Bill Lawrie devient champion de Grande-Bretagne sur route.
- 22 juin : le Belge Roger de Vlaeminck devient champion de Belgique sur route.
- 22 juin : le Français Raymond Delisle devient champion de France sur route.
- 28 juin : départ du Tour de France qui se déroulera sans Jour de repos.  l'Allemand Rudi Altig gagne le prologue du Tour de France à Roubaix et enfile le maillot jaune, 2eme le Belge Eddy Merckx à 7 secondes, 3eme le Français Charly Grosskost à 14 secondes.
- 29 juin : l'Italien Marino Basso gagne au sprint la 1ere demi étape de la 1ere étape du Tour de France Roubaix-Wolume Saint Pierre, 2eme le Néerlandais Jan Janssen, 3eme le Belge Roger de Vlaeminck puis tout le peloton.
- Le contre la montre par équipe de la 2eme demi étape autour de Wolume Saint Pierre est remporté par l'équipe Faema, 2eme à égalité l'équipe Bic et l'équipe Salvarani à 45 secondes, 4eme l'équipe Mann Grundig à 1 minute 35 secondes, 5eme l'équipe Peugeot à 2 minutes 10 secondes. Le Belge Eddy Merckx ceint le premier maillot jaune de sa carrière, 2eme au général l'Allemand Rudi Altig, 3eme à égalité le Néerlandais Jan Janssen et le Français Charly Grosskost à 20 secondes.
- 30 juin : le Belge Julien Stevens gagne la 2eme étape du Tour de France Wolume Saint Pierre-Maastricht devant ses compagnons d'échappé le Belge Willy Int'ven 2eme dans le même temps et le Britannique Derek Harrison à 1 seconde, puis suivent des coureurs intercalés. Le Néerlandais Harm Ottenbros 6eme à 1 minute 56 secondes gagne le sprint du peloton. Stevens prend le maillot jaune avec 12 secondes d'avance sur son compatriote le Belge Eddy Merckx et 20 secondes sur l'Allemand Rudi Altig.

### Juillet
- 1er juillet : le Belge Eric Leman gagne au sprint la 3e étape du Tour de France Maastricht-Charleville, 2eme l'Italien Marino Basso, 3eme l'Italien Michele Dancelli puis tout le Peloton.
- 2 juillet : le Belge Rik Van Looy gagne en solitaire la 4eme étape du Tour de France Charleville-Nancy, 2eme son compatriote Julien Stevens à 42 secondes, 3e l'Italien Dino Zandegu à 44 secondes, puis suivent des coureurs intercalés. Le Néerlandais Marinus Wagtmans 10eme à 1 minute 56 secondes gagne le sprint du peloton. Au classement général, Stevens consolide son maillot jaune avec 1 minute 28 secondes d'avance sur le Français Desiré Letort 2eme et 1 minute 37 secondes d'avance sur le Belge Eddy Merckx 3eme.
- 3 juillet : le Portugais Joaquim Agostinho gagne la 5eme étape du Tour de France Nancy-Mulhouse qui traverse les Vosges en empruntant les cols de la Schlucht et du Firstplan. Agostinho était échappé en compagnie du Français Charly Grosskost, ce dernier a crevé et le Portugais en solitaire rallie l'arrivée. L'Allemand Rudi Altig 2eme à 18 secondes, règle au sprint le groupe de favoris, 3eme et 4eme les Belges Roger de Vlaeminck et Eddy Merckx.  Le Français Désiré Letort prend le maillot jaune, au classement général il devance le Belge Eddy Merckx de 9 secondes et l'Allemand Rudi Altig de 17 secondes.
- 4 juillet : le Belge Eddy Merckx gagne en solitaire la 6eme étape du Tour de France Mulhouse-Ballon d'Alsace qui emprunte le Grand Ballon, le Col de Grosses Pierres et l'ascension finale du Ballon d'Alsace. Le néo professionnel Belge Lucien Van Impe passe en tête le Grand Ballon puis l'Allemand Rudi Altig et le Néerlandais Marinus Wagtmans s'échappent. Le Belge Eddy Merckx décide de frapper un grand coup, en compagnie de son compatriote Roger de Vlaeminck et de l'Espagnol Joaquim Galera, le Belge fond sur les fuyards. Sitôt la jonction faite Merckx impose un rythme infernal à l'échappée. Un à un il sème ceux qui l'accompagnent et se lance dans une échappée solitaire sur les pentes du Ballon d'Alsace. Merckx gagne avec 55 secondes d'avance sur Galera 2eme, 1 minute 55 secondes sur Altig 3eme, 4 minutes 16 secondes sur de Vlaeminck 4eme. Le Belge Wilfried David 5eme à 4 minutes 21 secondes règle le groupe de 14 coureurs où se trouvent les autres favoris (6eme Janssen, 7eme Gimondi, 8eme Pingeon, 9eme le Français Jean Claude Theillière, 10eme Wagtmans, 11eme Van Impe, 13eme le Britannique Derek Harrison, 14eme Poulidor, 17eme Pierfranco Vianelli, tous même temps). Le Français Désiré Letort 30eme à 7 minutes 14 secondes disparait des premières places. Merckx reprend le maillot jaune, au classement général Altig est 2eme à 2 minutes 3 secondes, le Néerlandais Jan Janssen est 3eme à 4 minutes 41 secondes, l'Italien Felice Gimondi est 4eme à 4 minutes 50 secondes, le Français Raymond Poulidor est 5eme à 4 minutes 56 secondes, l'Italien Pierfranco Vianelli est 6eme dans le Même temps, Roger de Vlaeminck est 7eme à 5 minutes 5 secondes, le Français Roger Pingeon est 8eme à 5 minutes 6 secondes, le Britannique Derek Harrison est 9eme dans le même temps que Pingeon, Wagtmans est 10eme à 5 minutes 15 secondes, Galera remonte à la 15eme place avec 7 minutes 29 secondes de retard.  À noter la chute à la Bresse du néo professionnel Espagnol Luis Ocana qui blessé termine 66eme à 17 minutes 25 secondes. Ocana sera contraint à la suite de ses blessures d'abandonner deux étapes après. À noter aussi l'abandon du Belge Rik Van Looy qui fait ses adieux au Tour .
- 5 juillet : l'Espagnol Mariano Diaz gagne la 7eme étape du Tour de France Belfort-Divonne les Bains, il profite du col des Rousses pour mener une échappée solitaire, son compatriote José Antonio Momene est 2eme à 1 minute 53 secondes, le Néerlandais Marinus Wagtmans est 3eme à 1 minute 56 secondes, le sprint du peloton est gagné par l'Espagnol José Manuel Lopez Rodriguez 4eme à 2 minutes 7 secondes. En tête du classement général le seul changement est la progression de Wagtmans qui dépasse le Belge Roger de Vlaeminck et le Français Roger Pingeon pour prendre la 7eme place à 5 minutes 4 secondes du Belge Eddy Merckx.
- 6 juillet : le contre la montre de la 1ere demi étape de la 8eme étape du Tour de France autour de Divonne les Bains est remporté par le Belge Eddy Merckx, 2eme l'Allemand Rudi Altig à 2 secondes, 3eme le Français Charly Grosskost à 10 secondes, 4eme le Français Roger Pingeon à 15 secondes, 5eme le Français Raymond Poulidor à 16 secondes, 6eme le Belge Roger de Vlaeminck à 19 secondes, 9eme le Néerlandais Jan Janssen à 20 secondes, 11eme l'Italien Pierfranco Vianelli à 23 secondes, 13eme l'Italien Felice Gimondi à 26 secondes, 15eme le Britannique Derek Harrison à 27 secondes, 16eme le Néerlandais Marinus Wagtmans à 28 secondes. Au classement général Merckx est maillot jaune, 2eme Altig à 2 minutes 5 secondes, 3eme Janssen à 5 minutes 1 seconde, 4eme Poulidor à 5 minutes 12 secondes, 5eme Gimondi à 5 minutes 16 secondes, 6eme Vianelli à 5 minutes 19 secondes, 7eme Pingeon à 5 minutes 21 secondes, 8eme de Vlaeminck à 5 minutes 19 secondes, 9eme Wagtmans à 5 minutes 32 secondes, 10eme Harrison à 5 minutes 33 secondes.
- la 2eme demi-étape Divonne les Bains-Thonon les Bains est remportée par l'Italien Michele Dancelli détaché devant l'Espagnol Andres Gandarias 2eme à 4 secondes, le Néerlandais Marinus Wagtmans est 3eme à 1 minute 27 secondes. L'Italien Marino Basso 4eme à 1 minute 56 secondes gagne le sprint du peloton. Le seul changement en tête du classement général est fait par Wagtmans qui devient 4eme à 5 minutes 3 secondes.
- 7 juillet : le Français Roger Pingeon gagne la 9eme étape du Tour de France Thonon les Bains-Chamonix qui emprunte les cols de la Forclaz et des Montets. Pingeon qui a un moment distancé le Belge Eddy Merckx dans la Forclaz a vu revenir sur lui le Belge, mais surprise Pingeon bat Merckx au sprint à l'arrivée. Le Belge Lucien Van Impe est 3eme à 1 minute 33 secondes, 4eme l'Espagnol Andres Gandarias, 5eme le Français Raymond Poulidor, 6eme l'Espagnol Francisco Galdós, 7eme l'Espagnol Santiago Lazcano tous même temps que Van Impe. Arrivent 8eme, 9eme et 10eme à 2 minutes 13 secondes le Néerlandais Marinus Wagtmans, le Néerlandais Jan Janssen et l'Italien Felice Gimondi. Le Britannique Derek Harrison est 18eme également à 2 minutes 13 secondes. L'Italien Pierfranco Vianelli est 27eme à 3 minutes 52 secondes et quitte les premières places. L'Allemand Rudi Altig termine 76eme à 10 minutes 4 secondes et quitte le podium. Le Belge Roger de Vlaeminck finit 108eme à 12 minutes 32 secondes, le néo professionnel Belge n'aurait pas du prendre le départ du Tour qu'il n'avait pas préparé et en raison de sa grande débauche d'efforts produits depuis le début de la saison, le fait qu'il porte le maillot de champion de Belgique a voulu qu'il le montre sur les routes du Tour. Au classement général Merckx conforte son maillot jaune puisque le 2eme devient le Français Roger Pingeon à 5 minutes 21 secondes, 3eme Poulidor à 6 minutes 45 secondes, 4eme Janssen à 7 minutes 14 secondes, 5eme Wagtmans à 7 minutes 16 secondes, 6eme Gimondi à 7 minutes 29 secondes, 7eme Harrison à 7 minutes 46 secondes.
- 8 juillet : le Belge Herman Van Springel gagne la 10eme étape du Tour de France Chamonix-Briançon qui emprunte les cols de la Madeleine (pour la première fois), du Télégraphe et du Galibier. Le Belge Eddy Merckx encore une fois provoque la sélection, en vue de l'arrivée il laisse cependant partir Van Springel qui n'est pas dangereux au classement général. Merckx est 2eme à 2 minutes 1 seconde, 3eme le Néerlandais Marinus Wagtmans , 4eme l'Italien Felice Gimondi, 5eme le Français Roger Pingeon, 6eme le Français Raymond Poulidor tous dans le même temps que Merckx. Le Belge Lucien Van Impe 23eme à 9 minutes 53 secondes perd le contact au classement général. Le Néerlandais Jan Janssen termine 31eme à 20 minutes 42 secondes, le Tour est perdu pour lui. Le Britannique Derek Harrison finit 67eme à 31 minutes 15 secondes et disparaît des premières places. À noter les abandons de l'Italien Marino Basso et du Belge Roger de Vlaeminck. Pour ce dernier néo professionnel lui faire disputer le tour a été une grave erreur, il va progressivement se détourner du Tour. Au  classement général 5 coureurs se détachent : 1er Merckx, 2eme Pingeon à 5 minutes 21 secondes, 3eme Poulidor à 6 minutes 49 secondes, 4eme Wagtmans à 7 minutes 16 secondes, 5eme Gimondi à 7 minutes 29 secondes.
- 9 juillet : le Belge Eddy Merckx gagne la 11eme étape du Tour de France Briançon-Digne qui emprunte les cols de Vars, d'Allos et du Corobin. Merckx devance au sprint à l'arrivée l'Italien Felice Gimondi 2eme puis à 22 secondes l'Espagnol Gabriel Mascaro 3eme, le Français Roger Pingeon 4eme à 23 secondes, l'Espagnol Luis Pedro Santamarina 5eme dans le même temps. Encore plus loin arrivent le Portugais Joaquim Agostinho 6eme à 2 minutes 50 secondes, à 2 minutes 52 secondes sont 7eme, 8eme et 9eme l'Espagnol Joaquim Galera, le Belge Lucien Van Impe et l'Espagnol Andres Gandarias. Le Français Raymond Poulidor termine 10eme dans le même temps qu'eux et le Néerlandais Marinus Wagtmans finit 18eme à 4 minutes 19 secondes . Ce sont les Espagnols Gabriel Mascaro et Luis-Pedro Santamarina qui ont lancé la course en s'échappant dans le col de Vars. Sous l'impulsion de Merckx suivi de Gimondi et de Pingeon,  les deux espagnols sont repris après le col d'Allos. Dans le Col de Corobin Merckx disperse le petit groupe où se trouvent encore tous les favoris sauf Poulidor et au sprint ne laisse aucune chance à Gimondi qui a gagné le Tour d'Italie en profitant de son exclusion du Giro.  Au classement général Merckx toujours leader devance Pingeon 2eme de 5 minutes 44 secondes, Gimondi à 7 minutes 19 secondes prend la 3eme place à Poulidor 4eme à 9 minutes 41 secondes. Le Néerlandais Marinus Wagtmans 5eme à 11 minutes 35 secondes a perdu le Tour.
- 9 juillet : le Belge Willy de Geest gagne le Circuit des Monts du Sud-Ouest.
- 10 juillet : l'Italien Felice Gimondi gagne la 12eme étape du Tour de France Digne-Aubagne qui emprunte le col de l'Espigoulier qui traverse le massif de la Sainte Baume. Gimondi profite de la difficulté du jour pour s'échapper avec l'Espagnol Andres Gandarias 2eme, le Belge Eddy Merckx 3eme et le Belge Victor Van Schil 4eme qu'il bat au sprint à Aubagne dans la banlieue de Marseille. Le col de l'Espigoulier qui, comme ne l'indique pas son altitude (moins de 800 M), est  long de 12 KM et pentu avec un dénivelé qui démarre quasiment à peine au-dessus du niveau de la Mer, a surpris les autres favoris. Les Français Roger Pingeon 14eme et Raymond Poulidor 7eme ont terminé à 1 minute 23 secondes dans un groupe réglé au sprint par le Français Stéphane Abrahamian 5eme de l'étape. Au classement général Merckx maillot jaune creuse l'écart sur Pingeon deuxième à 7 minutes 11 secondes, Gimondi est 3eme à 7 minutes 14 secondes, Poulidor est 4eme à 11 minutes 9 secondes.
- 11 juillet : le Belge Guido Reybroeck gagne au sprint la 13eme étape du Tour de France Aubagne-La Grande Motte, 2eme le Néerlandais Jan Janssen, 3eme le Belge Eric Leman puis tout le peloton. .
- 12 juillet : le Portugais Joaquim Agostinho gagne en solitaire la 14eme étape du Tour de France La Grande Motte-Revel. Arrivent 2eme et 3eme à 1 minute 18 secondes les Belges Eddy Beugels et Wilfried David. Le Belge Eric Leman 4eme à 2 minutes 14 secondes remporte le sprint du peloton.
- 13 juillet : le contre la montre de la 15eme étape du Tour de France autour de Revel est remporté par le Belge Eddy Merckx, 2eme le Français Roger Pingeon à 52 secondes, 3eme le Français Raymond Poulidor à 55 secondes. L'Italien Felice Gimondi 8eme à 1 minute 33 secondes réalise une contre-performance. Au classement général 1er Merckx, 2eme Pingeon à 8 minutes 3 secondes, 3eme Gimondi à 8 minutes 47 secondes, 4eme Poulidor à 12 minutes 4 secondes.
- 13 juillet : l'Espagnol Santiago Lazcano Labaca gagne le Tour de Cantabrie.
- 14 juillet : pour la fête nationale, revêtu du maillot de champion de France le Français Raymond Delisle gagne en solitaire la 16eme étape du Tour de France Castelnaudary-Luchon qui emprunte les cols de Portet d'Aspet de Mente et du Portillon. Arrivent 2eme à 23 secondes le Néerlandais Jan Janssen, puis 3eme à 24 secondes l'Italien Wladimiro Panizza, 4eme à 2 minutes 45 secondes le Belge Eddy Merckx, 5eme le Français Roger Pingeon à 3 minutes 3 secondes. l'Italien Felice Gimondi 9eme et le Français Raymond Poulidor 11eme sont à 3 minutes 27 secondes . Au classement général Merckx encore gagne du temps sur Pingeon 2eme à 8 minutes 21 secondes, 3eme Gimondi à 9 minutes 29 secondes, 4eme Poulidor à 12 minutes 46 secondes.
- 15 juillet : le Belge Eddy Merckx gagne en solitaire la 17eme étape du Tour de France Luchon-Mourenx qui emprunte les cols de Peyresourde, d'Aspin, du Tourmalet et de l'Aubisque. Merckx réalise un exploit d'autant plus magnifique, qu' il est inutile, vu l'avance qu'il possède déjà sur ses suivants. Mais le Belge écrase la course, d'abord il sprinte pour prendre des points pour le Grand Prix de la Montagne au col du Tourmalet. Dans la descente personne ne daigne à tenter de boucher le trou sur lui, alors Merckx insiste, il franchit le col d'Aubisque et plonge sur Pau où il arrive 7 minutes 56 secondes devant l'Italien Michele Dancelli 2eme. Le Belge Martin Vandenbossche est 3eme à 7 minutes 57 secondes, les Français Roger Pingeon 5eme et Raymond Poulidor 8eme sont également à 7 minutes 57 secondes.  L'Italien Felice Gimondi essuie une grande défaillance en terminant 17eme à 14 minutes 49 secondes. Au Classement général Merckx est intouchable avec 16 minutes 18 secondes d'avance sur Pingeon 2eme, Poulidor remonte sur le podium 3eme à 20 minutes 43 secondes, Gimondi rétrograde 4eme à 24 minutes 18 secondes.
- 16 juillet : le Britannique Barry Hoban gagne au sprint la 18eme étape du Tour de France Mourenx-Bordeaux, 2eme le Néerlandais Harm Ottenbros, 3eme l'Italien Pietro Guerra, 4eme le Français Roland Berland, 5eme le Français Francis Rigon, ces coureurs s'étaient détachés du peloton dont le sprint est remporté par le Belge Guido Reybroeck 6eme à 52 secondes.
- 17 juillet : le Britannique Barry Hoban gagne la 19eme étape du Tour de France Libourne-Brive au sprint devant ses compagnons d'échappée, 2eme le Néerlandais Evert Dolman, 3eme l'Italien Pietro Guerra, 4eme le Belge Joseph Spruyt, 5eme le Luxembourgeois Edy Schutz . Le Belge Eric Leman 6eme à 1 minute 21 secondes gagne le sprint du peloton.
- 18 juillet : alors qu'il est classé dernier du classement général, au terme d'une échappée solitaire, le Français Pierre Matignon gagne la 20eme étape du Tour de France Brive-Puy de Dôme. Echappé au long cours, Matignon dans l'ascension finale résiste au retour du Belge Eddy Merckx 2eme à 1 minute 25 secondes, 3eme le Français Paul Gutty à 1 minute 30 secondes, 4eme le Belge Martin Vandenbossche à 1 minute 47 secondes, 5eme le Français Roger Pingeon même temps, 6eme le Français Raymond Poulidor à 2 minutes 2 secondes. Une nouvelle fois l'Italien Felice Gimondi déçoit ses supporteurs en terminant 22eme à 3 minutes 38 secondes. Au classement Général Merckx maillot jaune devance Pingeon 2eme de 16 minutes 40 secondes, 3eme Poulidor à 21 minutes 20 secondes, 4eme Gimondi à 26 minutes 31 secondes. Matignon n'est plus dernier mais avant dernier, place où il finira le Tour.
- 19 juillet : le Belge Herman Van Springel gagne au sprint la 21eme étape du Tour de France Clermont-Ferrand-Montargis, 2eme le Néerlandais Harm Ottenbros, 3eme l'Italien Giacinto Santambrogio. Le peloton est arrivé morcelé, mais pas de modification en tête du classement général.
- 20 juillet : le Belge Joseph Spruyt gagne la 1ere demi étape de la 22eme étape du Tour de France Montargis-Créteil détaché avec 8 secondes d'avance sur le Belge Georges Vandenberghe 2eme, le Néerlandais Gerben Karstens 3eme à 5 minutes 27 secondes gagne le sprint du peloton.
- le contre la montre de la 2eme demi étape Créteil-Paris est remporté par le Belge Eddy Merckx, 2eme le Français Raymond Poulidor à 53 secondes, 3eme le Français Roger Pingeon à 1 minute 14 secondes, 4eme le Néerlandais Marinus Wagtmans à 1 minute 28 secondes, 5eme l'Italien Felice Gimondi à 2 minutes 53 secondes. Au classement général Final Merckx maillot jaune devance Pingeon 2eme de 17 minutes 54 secondes, 3eme Poulidor à 22 minutes 13 secondes. Gimondi finit 4eme à 29 minutes 24 secondes.
- le Belge Eddy Merckx remporte le premier de ses cinq Tour de France, il est le premier Belge a succéder à Sylvère Maes, dernier vainqueur Belge en 1939. Merckx remporte aussi le classement par point symbolisé par le maillot vert, le classement du combiné symbolisé par le maillot blanc et le Grand Prix de la montagne qui n'a pas encore de maillot distinctif.
- 25 juillet : l'Espagnol Miguel Maria Lasa gagne le Grand Prix de Villafranca.
- 25 juillet : le Belge Etienne Sonck gagne St Kwintens-Lennik.
- 27 juillet : l'Italien Marino Basso gagne les Trois vallées varésines.
- 27 juillet : l'Espagnol Domingo Perurena gagne la première édition de Saragosse-Sabinanigo.
- 29 juillet : le Belge Walter Godefroot gagne le Grand Prix de l'Escaut.

### Août
- 3 août : l'Italien Marino Basso gagne le Trophée Mattéotti.
- 3 août : le Belge Walter Godefroot gagne le Tour du Canton d'Argovie.
- 3 août :le Belge Herman Vrijders gagne le Grand prix José Samyn.
- 6 août : sur la lancée du Tour de France le Belge Eddy Merckx gagne la 2eme étape de Paris-Luxembourg Rethel-Luxembourg, il écrase la concurrence et s'impose dans le classement général final de Paris-Luxembourg.
- 10 août : l'Espagnol José Luis Abilleira gagne la Vuelta a Los Puertos. L'épreuve ne reprendra qu'en 1978.
- 10 août : le Néerlandais Harm Ottenbros devient champion du monde sur route cette année à Zolder en Belgique devant le Belge Julien Stevens et l'Italien  Michele Dancelli.
- 15-20 août : championnats du monde de cyclisme sur piste, à Anvers (Belgique) pour la vitesse et la poursuite professionnelle, à Brno (Tchécoslovaquie) pour les autres épreuves. Le Belge Patrick Sercu est champion du monde de vitesse professionnelle pour la deuxième fois. Le Français Daniel Morelon est champion du monde de vitesse amateur pour la troisième fois. Le Belge Ferdinand Bracke est champion du monde de poursuite professionnelle pour la deuxième fois. Le Suisse Xaver Kurmann est champion du monde de poursuite amateur.
- 16 août : l'Espagnol Juan Silloniz Achabal gagne les 3 jours de Leganes.
- 17 août : l'Italien Enrico Paolini gagne le Grand Prix de Camaiore.
- 17 août : le Belge Joseph Mathy gagne le Circuit de Dunkerque.
- 19 août : le Belge Willy Van Den Eynde gagne le Grand Prix de Zottegem.
- 22 août : à Zolder (Belgique) l'Américaine Audrey Mc Elmury est championne du monde sur route.
- 24 août : à Zolder (Belgique) le Danois Leif Mortensen devient champion du monde amateur sur route.
- 24 août : l'équipe Molteni gagne la Cronostafetta grâce aux victoires d'étapes des Italiens Davide Boifava et Michele Dancelli.
- 26 août : le Français Jean Jourden gagne le Grand Prix de Plouay.
- 29 août : l'Espagnol Domingo Perurena gagne le Grand Prix Llodio.
- 31 août : l'Italien Flavio Vicentini gagne le Tour du Latium.
- 31 août : le Belge Daniel Van Ryckeghem gagne Louvain-St Pierre.

### Septembre
- 2 septembre : le Belge Joseph Huysmans gagne la Coupe Sels.
- 7 septembre : l'Italien Alberto Della Torre gagne le Grand Prix de Prato.
- 7 septembre : le Belge Walter Godefroot gagne Bordeaux-Paris .
- 8 septembre : le Belge Frans Verbeeck gagne le Grand Prix Jef Scherens .
- 8 septembre : le Belge Eddy Merckx gagne le Circuit des Boucles de l'Aulne pour la deuxième fois.
- 8 septembre : l'Italien Dino Zandegu gagne le Trophée Masferrer pour  la deuxième année d'affilée.
- 11 septembre : le Belge Eric de Vlaeminck gagne le Championnat des Flandres.
- 13 septembre : l'Italien Romano Tumellero gagne la Coupe Sabatini.
- 13 septembre : le Belge Roger Kindt gagne le Grand Prix de Brasschaat. L'épreuve ne reprendra qu'en 1973.
- 14 septembre : le Belge Julien Stevens gagne le Grand Prix de Dortmund.
- 14 septembre : le Belge Jacques de Boever gagne le Circuit des Régions Linières.
- 14 septembre : l'Allemand Rudi Altig gagne le Grand Prix de Lugano.
- 16 septembre : l'Espagnol Mariano Diaz gagne le tour de Catalogne.
- 18 septembre : le Néerlandais Jan Krekels gagne le Grand Prix d'Orchies.
- 20 septembre : le Suisse Henri Regamey gagne le Grand Prix de Lausanne.
- 21 septembre : l'Italien Mino Denti gagne le Tour de Vénétie.
- 21 septembre : le Néerlandais Jan Janssen gagne le Grand Prix d'Isbergues.
- 21 septembre : l'Italien Gianni Motta gagne la course de côte de Montjuich.
- 22 septembre : l'Espagnol Luis Ocana gagne le Tour de La Rioja.
- 28 septembre : l'Italien Felice Gimondi gagne le Tour des Apennins.
- 29 septembre : le Belge Herman Van Springel gagne en solitaire Paris-Tours.
- 30 septembre : le Belge Daniel Van Ryckeghem gagne le Circuit des frontières.

### Octobre
- 2 octobre : le Belge Nöel de Cabooter gagne le Circuit du Houtland.
- 4 octobre : l'Italien Gianni Motta  gagne le Tour d'Émilie pour la deuxième année d'affilée.
- 5 octobre : le Belge Ronald de Witte gagne le Grand Prix de Fourmies.
- 8 octobre : l'Italien Franco Bitossi gagne la Coppa Agostoni pour la deuxième fois.
- 11 octobre : le Belge Jean-Pierre Monséré s'impose au sprint sur le Tour de Lombardie après le déclassement pour dopage du Néerlandais Gerben Karstens.
- 12 octobre : le Belge Herman Van Springel gagne "A travers Lausanne".
- 14 octobre : le Belge René Pijnen gagne le Grand Prix de Clôture.
- 19 octobre : le Belge Herman Van Springel gagne le Grand Prix des Nations.
- Le Belge Eddy Merckx remporte le Trophée Super Prestige Pernod. Le Français Raymond Poulidor gagne le Trophée Prestige Pernod pour la troisième fois. Son Compatriote Cyrille Guimard remporte le Trophée Promotion Pernod.

### Novembre
- 2 novembre : le Belge Herman Van Springel et le Portugais Joaquim Agostinho gagnent le Trophée Baracchi.

## Principales naissances
- 26 janvier : Maarten den Bakker, cycliste néerlandais.
- 5 février : Frédéric Magné, cycliste français.
- 8 février : Marco Villa, cycliste italien.
- 9 février : Pavel Tonkov, cycliste russe.
- 15 février : Eddy Seigneur, cycliste français.
- 24 février : Stefan Steinweg, cycliste allemand.
- 23 mars : Franz Stocher, cycliste autrichien.
- 15 avril : Sean Eadie, cycliste australien.
- 28 avril : Olga Slyusareva, cycliste russe.
- 29 avril : Philippe Ermenault, cycliste français.
- 17 mai : Joan Llaneras, cycliste espagnol.
- 20 mai : Laurent Dufaux, cycliste suisse.
- 14 juillet : Mario Manzoni, cycliste italien.
- 17 juillet : Jaan Kirsipuu, cycliste estonien.
- 13 août : Erik Weispfennig, cycliste allemand.
- 15 août : Yoshiyuki Abe, cycliste japonais.
- 16 août : Joaquim Adrego Andrade, cycliste portugais.
- 18 août : Serge Baguet, cycliste belge  († 9 février 2017).
- 27 août : Jean-Cyril Robin, cycliste français.
- 9 novembre : Federico Paris, cycliste italien.
- 10 novembre : Nicola Minali, cycliste italien.
- 19 novembre : Richard Virenque, cycliste français.

## Principaux décès
- 6 janvier : Vincenzo Borgarello, cycliste italien. (° 9 mai 1884).
- 28 août : José Samyn, cycliste français. (° 11 mai 1946).
- 7 octobre : Léon Scieur, cycliste belge. (° 19 mars 1888).